# 제임스 올슨
제임스 올슨(James Olson, 1930년 10월 8일 ~ )은 미국의 배우이다.

## 출연 작품
- 맨하탄 살인사건 (1988년)
- 레이첼 리버 (1987년)
- North Beach and Rawhide (1985)
- 코만도 (1985년) - 프랭클린 커비 장군 역
- 아미티빌 2 (1982년)
- 래그타임 (1981년)
- 경찰 초년병 (1972년)
- 와일드 로버스 (1971년)
- 안드로메다의 위기 (1971년)
- 레이첼 레이첼 (1968년)
- 세 자매 (1966년)

### 텔레비전
- 샌프란시스코 수사반 (1972년)
- 배틀스타 갤럭티카 - 78년 시리즈 (1978년)
- 명탐정 바나비 존즈 (1973년)
- 형사 맥밀란 (1971년)
- 하와이 5-0수사대 (1968년)
- 아이언 사이드 (1967년)
- FBI (1965년)
- 보난자 (1959년)